# Музей південноамериканського футболу
Музей південноамериканського футболу (ісп. Museo del Fútbol Sudamericano) — музей у передмісті Асунсьйона Луке, присвячений історії континентального футболу. У різних джерелах установа називається як просто Музей футболу або Музей КОНМЕБОЛ. Будівля знаходиться в безпосередній близькості від найбільшого міжнародного аеропорту Парагваю «Сільвіо Петтіроссі». Музей знаходиться у власності Конфедерації південноамериканського футболу (КОНМЕБОЛ) і був відкритий 31 січня 2009.

## Історія
Комплекс був відкритий 31 січня 2009 року президентом ФІФА Зеппом Блаттером, колишнім президентом цієї організації Жоао Авеланжем і президентом Південноамериканської конфедерації футболу КОНМЕБОЛ парагвайцем Ніколасом Леосом. На урочистостях також були присутні такі футбольні зірки, як Кафу та Пеле.
У день відкриття до музею доставили копію Кубка світу, яка досі зберігається в музеї і є одним з його головних експонатів.
Після відкриття КОНМЕБОЛ розкритикувалася за те, що в музей пускали лише невеликі за чисельністю туристичні групи, причому виключно за попереднім записом. Через це, на думку журналістів, музей не виконував свого головного завдання — познайомити якнайбільше людей зі славними сторінками історії футболу в Південній Америці. За словами співробітників музею, така ситуація пов'язана з тим, що КОНМЕБОЛ чекала на завершення будівництва готелю на південь від музею, що входить до єдиного інфраструктурного комплексу.
Музей був відкритий для широкої публіки лише після листопада 2010.

## Експозиція
Музей південноамериканського футболу в Луці став важливим об'єктом для відвідування у туристів, особливо для любителів футболу. Оскільки музей належить КОНМЕБОЛ, у музеї є безліч плакатів та об'єктів, пов'язаних з турнірами, що проводяться організацією — Кубком Лібертадорес, Південноамериканським кубком та Рекопою Південної Америки. На полицях з трофеями також вказані назви клубів та описуються події, пов'язані з їхніми перемогами у тому чи іншому турнірі.
У музеї є зони всіх збірних континенту, а також зібрані копії всіх Кубків Америки — головного турніру для збірних Південної Америки, а також копіями Кубка світу, завойованого Уругваєм, Бразилією та Аргентиною (1930, 1950, 1958, 1962, 1970, 1986, 1994 та 2002 роках).
У музеї є зал, названий «Американські брати», присвячений біографіям видатних футбольних діячів та зірок Аргентини, Бразилії, Уругваю, Парагваю, Чилі, Колумбії, Еквадору, Венесуели та Перу. Відвідувачі також можуть переглянути 360-градусний фільм про походження футболу та його розвиток на континенті. Кожен сектор має динамічні панелі з текстами, фотографіями та графікою, з'єднані з мультимедійними терміналами, де громадськість може отримати доступ до ексклюзивних та спеціальних інтерв'ю.

## Інфраструктура
Музей південноамериканського футболу займає частину великого комплексу площею 9 450 м², до якого також належить сучасний готель «Bourbon Asunción» один з найрозкішніших у Парагваї. У тій же будівлі, що й музей, розташований конференц-центр, в якому регулярно проводяться різноманітні офіційні заходи, наприклад, жеребкування міжнародних турнірів для клубів та збірних. Штаб-квартира КОНМЕБОЛ розташована через дорогу від будівлі музею. Весь цей комплекс займає площу в 40 гектарів, неподалік від найбільшого міжнародного аеропорту Парагваю -«Сільвіо Петтіросі».
Після відкриття вільного відвідування музей почали відвідувати туристи з усього світу. Для них виставлено близько 1700 експонатів, таких як футболки, що використовувалися в матчах, кубки, фотографії. У цій колекції основну увагу приділено найсильнішим командам континенту, проте знайшлося місце і для невеликих команд. Відвідувачі можуть пройтися інтерактивними просторами та в кінці екскурсії залишити запис у книзі для відвідувачів. Також є сцена, розмір якої становить 1500 м² для нових виставок.
Бразилія займає значну частину виставки. Країна має одну з найбільших частин музею, де вшановують кількох важливих особистостей бразильського футболу, таких як Пеле, ⁣Діді, Гаррінча, Нілтон Сантос, Ромаріо, Роналдо, і навіть колишній суддя Арнальдо Сезар Коельо, який судив фінал чемпіонату світу 1982 року, має свій простір. У інших дев'яти країн, що входять до КОНМЕБОЛ (Перу, Аргентина, Чилі, Болівія, Колумбія, Еквадор, Парагвай, Уругвай і Венесуела), також є експозиції, присвячені провідним клубам, досягненням і зіркам, таким як Дієго Марадона, Ліонель Мессі, Карлос Вальдеррама та інші.

## Галерея

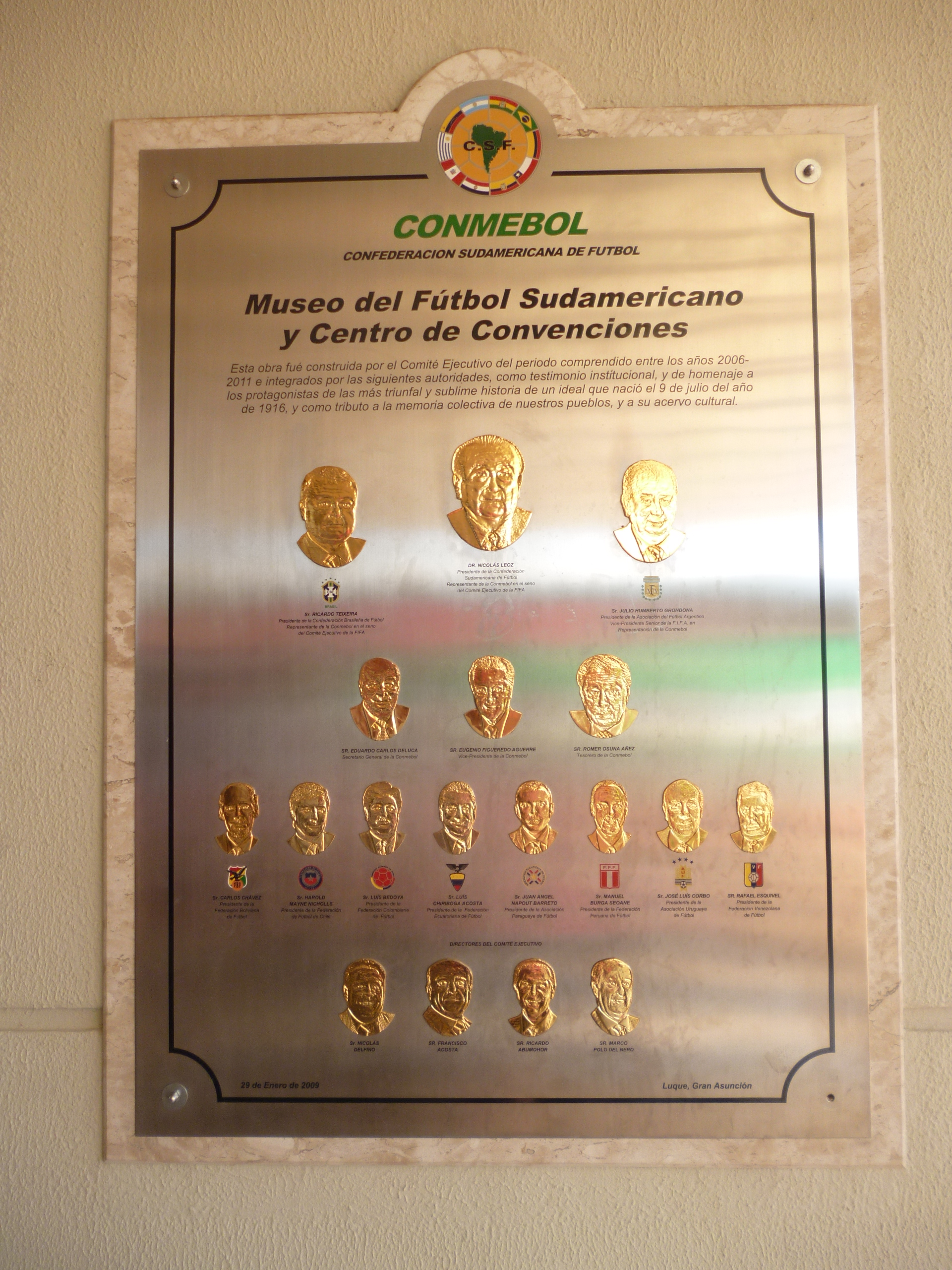
Меморіальна дошка членів Виконкому КОНМЕБОЛ та президентів американських футбольних асоціацій, за яких було відкрито музейно-конференційний комплекс.
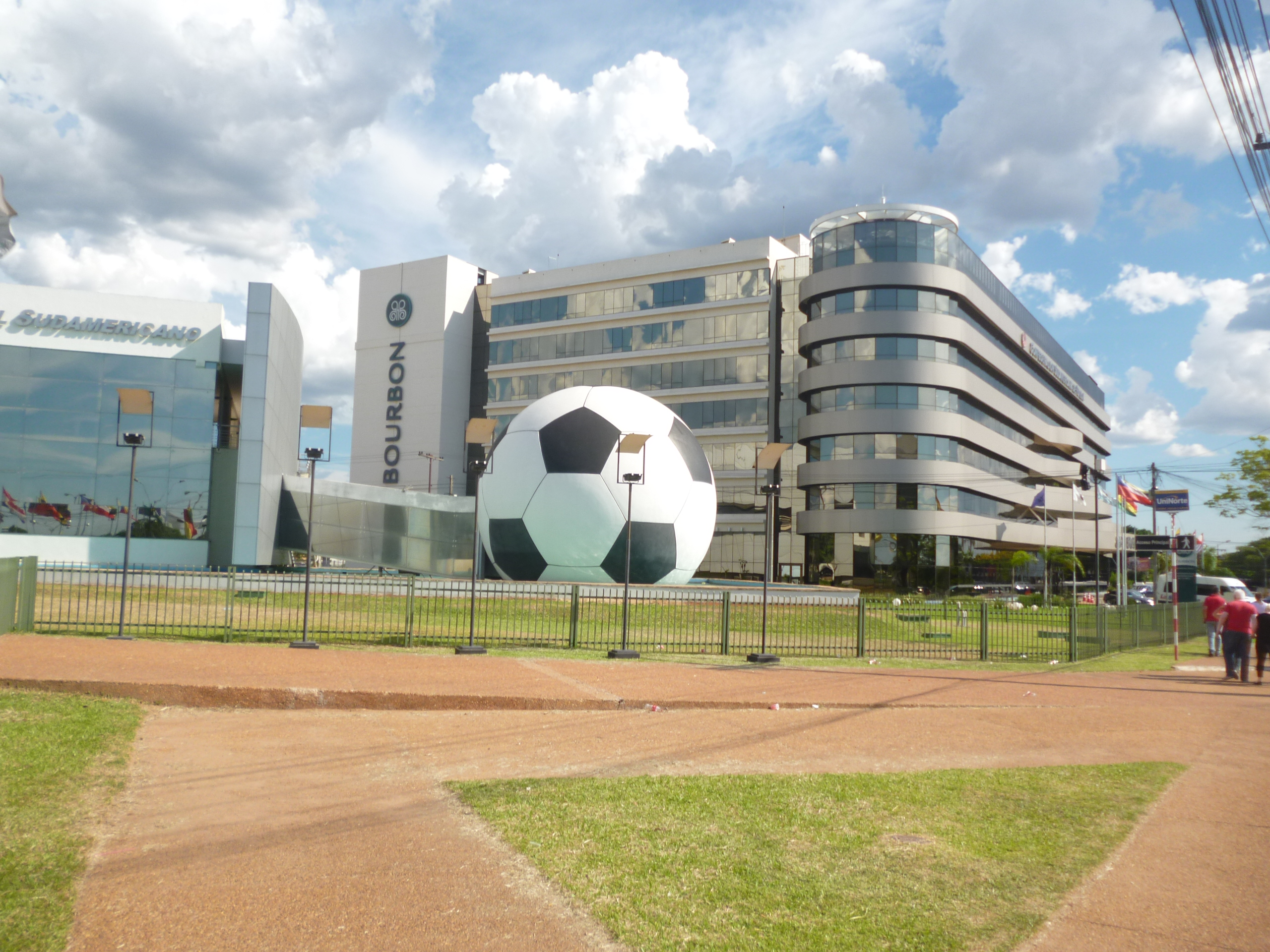
Біля входу до музею встановлено величезний футбольний м'яч; на задньому плані – готель «Bourbon Asunción»
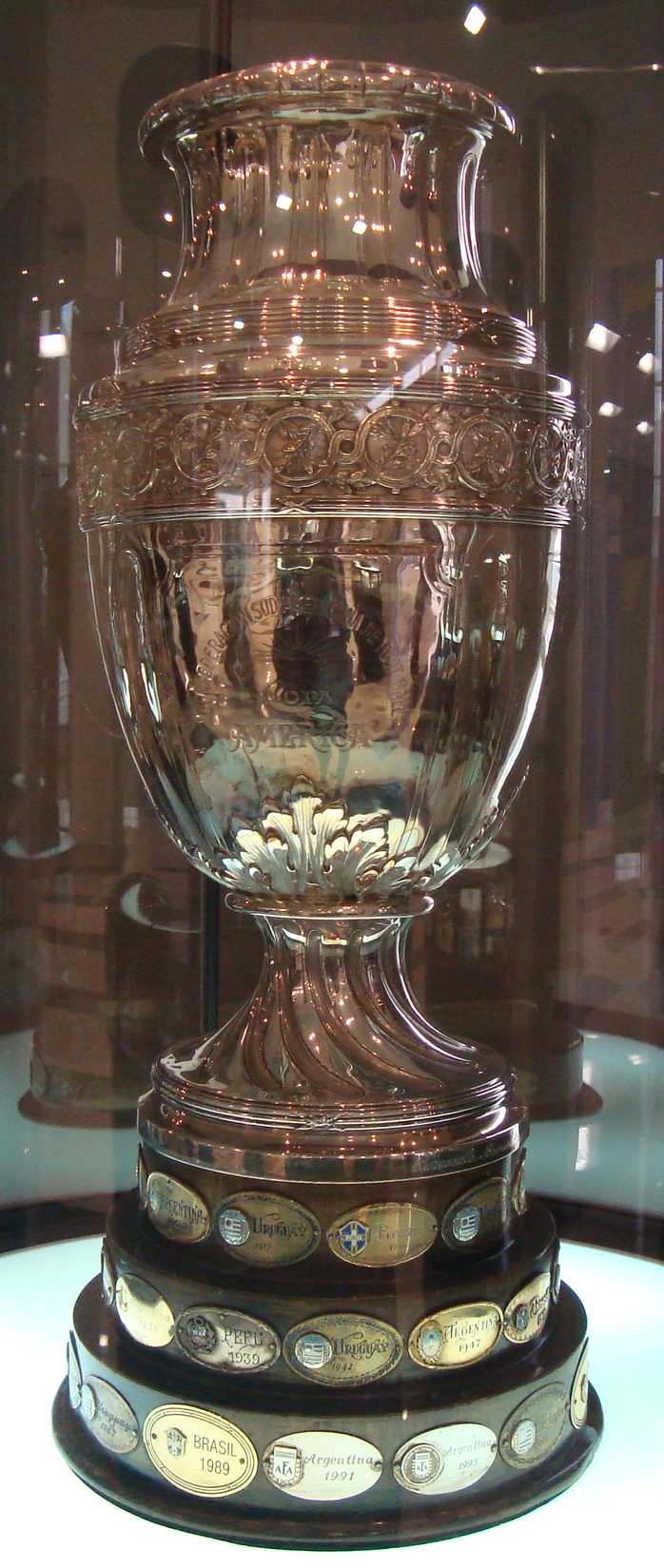
Кубок Америки в Музеї південноамериканського футболу.